# My Kind of Lady
«My Kind of Lady» es una canción del grupo británico Supertramp publicada en el álbum de estudio ...Famous Last Words... (1982). Fue publicada como segundo sencillo del álbum y alcanzó el puesto dieciséis en la lista Adult Contemporary de Billboard y el 31 en la lista Billboard Hot 100. La canción está cantada por Rick Davies que armoniza consigo mismo cambiando entre su voz natural y un falsete vocal. Los pasajes en falsete fueron sobregrabados y mezclados con un phaser. A pesar de ser publicado como sencillo, la canción nunca fue interpretada en directo por el grupo.
La canción aparece acreditada a Rick Davies y Roger Hodgson, miembros del grupo, aunque, como se indica en el álbum, es una composición de Davies. Al igual que John Lennon y Paul McCartney, Davies y Hodgson unieron los créditos de composición de las canciones del grupo entre 1974 y 1983, momento en el que Hodgson abandonó Supertramp para emprender una carrera en solitario.
El lanzamiento de «My Kind of Lady» fue acompañado de un videoclip dirigido por Kenny Ortega en el que aparecen los miembros del grupo con la apariencia de una banda de doo wop de la década de 1950. Para ello, los miembros de Supertramp se afeitaron y se cortaron el pelo. Aunque Davies y John Helliwell dejaron crecer nuevamente el pelo después del rodaje del video, Hodgson y Bob Siebenberg dejaron de usar barba de vez en cuando.

## Lista de canciones
Vinilo de 7"
| Cara A |                   |          |  |
| N.º    | Título            | Duración |  |
| 1.     | «My Kind of Lady» | 4:12     |  |

| Cara B |                    |          |  |
| N.º    | Título             | Duración |  |
| 1.     | «Know Who You Are» | 4:58     |  |

## Personal
- Rick Davies: voz, piano y coros
- Roger Hodgson: guitarra
- Dougie Thomson: bajo
- John Helliwell: saxofón barítono, saxofón alto y sintetizador
- Bob Siebenberg: batería

## Posición en listas
| País           | Lista                         | Posición |
| -------------- | ----------------------------- | -------- |
| Alemania       | German Singles Chart          | 74       |
| Estados Unidos | Billboard Hot 100             | 31       |
| Estados Unidos | Hot Adult Contemporary Tracks | 16       |